# Chafia Mentalecheta
Chafia Mentalecheta est une femme politique franco-algérienne. Elle a été députée à l'Assemblée populaire nationale de 2012 à 2017.

## Biographie
En 2005, elle est déléguée nationale du PS chargée de la lutte contre les discriminations.
En 2006, elle prend position contre le conflit israélo-libanais.
Le 13 mai 2007, elle adresse à François Hollande sa lettre de démission du Parti socialiste,.
En juin 2007, elle se présente dans la 1re circonscription du Puy-de-Dôme lors des élections législatives,,,,,, elle est éliminée dès le 1er tour en réalisant 1,40 %.
En 2011, elle est la directrice de la mission locale de Poissy,.
En 2012, elle est tête de liste Union des forces démocratiques et sociales (UFDS) lors des élections législatives et est élue députée de la Zone 1 France Nord,,.
Elle s'implique fortement pour le droit au logement des chibanis en France,.
En 2016, elle s'oppose à la révision de la Constitution.
En 2017, elle se représente comme candidate indépendante mais n'obtient pas le nombre de parrainages requis.

### Vie privée
Chafia Mentalecheta est mariée et mère de trois enfants.